# Azygocera picturata
Azygocera picturata är en skalbaggsart som först beskrevs av Leon Fairmaire och Germain 1859.  Azygocera picturata ingår i släktet Azygocera och familjen långhorningar. Inga underarter finns listade.